# Annabelle Serpentine Dance
Annabelle Serpentine Dance je americký němý film z roku 1895. Režisérem je William Kennedy Dickson (1860–1935) a producentem William Heise (1847–1910). Natáčení probíhalo ve studiu Černá Marie pomocí Edisonova kinetoskopu. Film trvá necelou minutu a zobrazuje Annabelle Mooreovou, jak provádí hadí tanec (serpentine dance). Film vyšel v různých verzích a měl různé termíny vydání - 10. srpna 1894, únor 1895, duben–srpen 1895 a 8. května 1897. Snímek je považován za nejstarší barevný film. Ve skutečnosti byl natočen jako černobílý a následně ručně kolorován.
Snímek měl úspěch mj. kvůli zvěsti, že se v něm údajně Annabelle Mooreová objevila nahá. Annabelle Mooreová byla každopádně známá tanečnice, u které se tradovalo, že dokázala svým tancem hypnotizovat muže. Poprvé se objevila už o rok dříve ve filmu Annabelle Butterfly Dance, kde napodobovala pohyb motýla. Film je volným dílem.